# Tom Dugan
Tom Dugan, född 1 januari 1889 i Dublin, Irland, död 7 mars 1955 i Redlands, Kalifornien, var en irländsk-amerikansk skådespelare. Han medverkade i över 250 filmer under åren 1927–1955.

## Filmografi (i urval)
- 1928 – Gycklaren
- 1932 – Doktor X
- 1935 – Den gyllene liljan
- 1936 – Hans fru och hans sekreterare
- 1936 – San Francisco (ej krediterad)
- 1937 – Stjärna sökes[5]
- 1937 – Kunna dessa ögon ljuga? (ej krediterad)
- 1938 – Fyra döttrar
- 1939 – Den suveräne tjuven
- 1939 – Det handlar om kärlek... (ej krediterad)
- 1940 – En herre för mycket
- 1940 – Ingen rädder för spöken
- 1940 – Regnbågsdivisionen
- 1940 – Nattens vargar (ej krediterad)
- 1942 – Att vara eller icke vara
- 1942 – Yankee Doodle Dandy (ej krediterad)
- 1942 – Fula filurer (ej krediterad)
- 1943 – Den rödhåriga går på jakt (ej krediterad)
- 1944 – Vi grevar och baroner (ej krediterad)
- 1945 – Jag ger mig aldrig! (ej krediterad)
- 1946 – De bästa åren (ej krediterad)
- 1947 – Leve kärleken
- 1947 – Fy på sej, gamla människan! (ej krediterad)
- 1947 – Melodin som gäckade skuggan (ej krediterad)
- 1949 – 9 man och en flicka
- 1949 – New York dansar (ej krediterad)
- 1951 – Hej tomtegubbar